# نوی مارف
نُوی مارُف (به کرواتی: Novi Marof) شهری در واراژدین کشور کرواسی است که جمعیت آن در سال ۲۰۱۱ میلادی ۱۳٬۵۷۳ نفر بوده‌است.